# Acuerdo Paulet-Newcombe

Fronteras de la región del mar de Galilea y los Altos del Golán, mostrando las fronteras otomanas, el acuerdo de 1920 y el acuerdo de 1923.

El Acuerdo Paulet-Newcombe o Línea Paulet-Newcombe, también conocidos como los Acuerdos Franco-Británicos de Fronteras, fueron una serie de acuerdos firmados entre 1920 y 1923 entre los gobiernos británico y francés en cuanto a la posición y naturaleza de la frontera entre los mandatos de Palestina y Mesopotamia, atribuidos al Reino Unido, y el Mandato de Siria y el Líbano, atribuidos a Francia. Los acuerdos fijaron la línea de frontera entre la Siria francesa y la Palestina británica (ahora la frontera sirio-israelí) entre el mar Mediterráneo y la ciudad de Al-Hamma. El acuerdo tomo su nombre del teniente coronel francés N. Paulet y el teniente coronel británico S. F. Newcombe, quienes fueron nombrados para dirigir la Comisión de Fronteras.
El Imperio otomano tuvo el control de los territorios de Levante hasta el final de la Primera Guerra Mundial. La división de Oriente Próximo fue acordada en los Acuerdos Sykes-Picot (1916) entre el Reino Unido y Francia, representados por Mark Sykes y François Georges-Picot, respectivamente. La línea de frontera entre las zonas franco-británicas partía de Aczib, a orillas del mar Mediterráneo, hacia Tabgha, en el mar de Galilea. Posteriormente los británicos se adjudicaron la Alta Galilea, originalmente otorgada a los franceses, lo que conllevó a nuevas negociaciones.
El límite entre los futuros mandatos británico y francés se definió en términos generales en el «Convenio Franco-Británico sobre Determinados Puntos Relacionados con los Mandatos de Siria y el Líbano, Palestina y Mesopotamia», firmado en París, el 23 de diciembre de 1920. Ese acuerdo colocó la mayor parte de los Altos del Golán en el ámbito francés. El tratado también estableció una comisión conjunta para resolver los detalles precisos de la frontera y delimitar el terreno.
La comisión presentó su informe final el 3 de febrero de 1922, incluyendo una serie de enmiendas. Fue aprobado con algunas salvedades por parte de los gobiernos francés y británico el 7 de marzo de 1923, varios meses antes de que el Reino Unido y Francia asumieran sus responsabilidades Mandatarias el 29 de septiembre de 1923.